# Daniel Gimeno-Traver
Gimeno  Traver est un nom espagnol. Le premier nom de famille, en général paternel, est Gimeno ; le second, en général maternel, souvent omis, est Traver.
Daniel Gimeno Traver, né le 7 août 1985 à Valence, est un joueur de tennis espagnol, professionnel de 2004 à 2019.

## Carrière
Il s'est imposé 3 fois face à un joueur du top 10 : Nikolay Davydenko no 6 en 2010 à Stuttgart sur terre battue, Jürgen Melzer no 8 à Madrid en 2011 sur terre battue et Richard Gasquet no 9 à Madrid en 2013.
Il a remporté 14 titres en simple en tournois Challenger : à Cordenons en 2004, Aarhus et Brașov en 2008, Banja Luka et Tarragone en 2009, Ségovie en 2010, Séville en 2011, Monza, Séville et Madrid en 2012, Alphen-sur-le-Rhin et Séville en 2013, Kénitra en 2014 et Bucaramanga en 2015.
Il joue en France depuis 2006 pour le club de l'US Colomiers.

## Palmarès

### Finale en simple messieurs
| No | Date       | Nom et lieu du tournoi           | Catégorie | Dotation  | Surface      | Vainqueur     | Score    |          |
| -- | ---------- | -------------------------------- | --------- | --------- | ------------ | ------------- | -------- | -------- |
| 1  | 06-04-2015 | Grand-Prix Hassan II, Casablanca | ATP 250   | 439 405 € | Terre (ext.) | Martin Kližan | 6-2, 6-2 | Parcours |

### Titre en double messieurs
| No | Date       | Nom et lieu du tournoi | Catégorie | Dotation  | Surface      | Partenaire    | Finalistes                   | Score             |          |
| -- | ---------- | ---------------------- | --------- | --------- | ------------ | ------------- | ---------------------------- | ----------------- | -------- |
| 1  | 30-01-2012 | VTR Open Viña del Mar  | ATP 250   | 398 250 $ | Terre (ext.) | Frederico Gil | Pablo Andújar Carlos Berlocq | 1-6, 7-5, [12-10] | Parcours |

### Finale en double messieurs
| No | Date       | Nom et lieu du tournoi      | Catégorie | Dotation  | Surface      | Vainqueurs                | Partenaire    | Score     |          |
| -- | ---------- | --------------------------- | --------- | --------- | ------------ | ------------------------- | ------------- | --------- | -------- |
| 1  | 07-02-2011 | Brasil Open Costa do Sauípe | ATP 250   | 470 200 $ | Terre (ext.) | Marcelo Melo Bruno Soares | Pablo Andújar | 7-64, 6-3 | Parcours |

## Parcours dans les tournois duGrand Chelem

### En simple
| Année | Open d'Australie | Open d'Australie     | Internationaux de France | Internationaux de France | Wimbledon       | Wimbledon        | US Open         | US Open           |
| ----- | ---------------- | -------------------- | ------------------------ | ------------------------ | --------------- | ---------------- | --------------- | ----------------- |
| 2005  | —                | —                    | 1er tour (1/64)          | Óscar Hernández          | —               | —                | —               | —                 |
| 2006  | —                | —                    | Q2                       | Kevin Kim                | —               | —                | —               | —                 |
|       |                  |                      |                          |                          |                 |                  |                 |                   |
| 2009  | 1er tour (1/64)  | Ivo Karlović         | 2e tour (1/32)           | Tommy Robredo            | 2e tour (1/32)  | Viktor Troicki   | 1er tour (1/64) | Gilles Simon      |
| 2010  | 1er tour (1/64)  | Novak Djokovic       | 2e tour (1/32)           | Marin Čilić              | 1er tour (1/64) | Jérémy Chardy    | 3e tour (1/16)  | David Ferrer      |
| 2011  | 1er tour (1/64)  | Ryan Sweeting        | 1er tour (1/64)          | Robin Haase              | 1er tour (1/64) | Andy Murray      | 1er tour (1/64) | G. García-López   |
| 2012  | 1er tour (1/64)  | Alex Bogomolov       | 1er tour (1/64)          | Florian Mayer            | —               | —                | 1er tour (1/64) | Igor Sijsling     |
| 2013  | 2e tour (1/32)   | Nicolás Almagro      | 2e tour (1/32)           | Viktor Troicki           | 1er tour (1/64) | Daniel Brands    | 1er tour (1/64) | Lu Yen-hsun       |
| 2014  | 1er tour (1/64)  | Milos Raonic         | 1er tour (1/64)          | Jérémy Chardy            | 1er tour (1/64) | Santiago Giraldo | 1er tour (1/64) | Michaël Llodra    |
| 2015  | —                | —                    | 2e tour (1/32)           | David Ferrer             | 1er tour (1/64) | Milos Raonic     | 1er tour (1/64) | Dominic Thiem     |
| 2016  | 1er tour (1/64)  | Tim Smyczek          | Q2                       | Nikoloz Basilashvili     | —               | —                | —               | —                 |
| 2017  | —                | —                    | Q1                       | Yasutaka Uchiyama        | Q1              | Alexander Bublik | —               | —                 |
| 2018  | —                | —                    | Q2                       | Thomaz Bellucci          | Q2              | Norbert Gombos   | Q1              | Marco Trungelliti |
| 2019  | Q1               | A. Davidovich Fokina | Q1                       | Emilio Gómez             | —               | —                | —               | —                 |

N.B. : à droite du résultat se trouve le nom de l'ultime adversaire.

### En double messieurs
| Année | Open d'Australie             | Open d'Australie          | Internationaux de France    | Internationaux de France | Wimbledon                   | Wimbledon            | US Open                    | US Open                      |
| ----- | ---------------------------- | ------------------------- | --------------------------- | ------------------------ | --------------------------- | -------------------- | -------------------------- | ---------------------------- |
| 2009  | 1er tour (1/32) D. Ferrer    | Martin Damm R. Lindstedt  | 2e tour (1/16) D. Ferrer    | C. Kas R. Wassen         | —                           | —                    | —                          | —                            |
| 2010  | 1er tour (1/32) J. I. Chela  | Łukasz Kubot O. Marach    | —                           | —                        | —                           | —                    | 1/8 de finale F. Gil       | Łukasz Kubot O. Marach       |
| 2011  | 2e tour (1/16) P. Andújar    | M. Llodra N. Zimonjić     | 2e tour (1/16) P. Andújar   | M. Llodra N. Zimonjić    | 1er tour (1/32) P. Andújar  | C. Kas A. Peya       | 2e tour (1/16) P. Andújar  | R. Lindstedt Horia Tecău     |
| 2012  | 1er tour (1/32) F. Gil       | Eric Butorac Bruno Soares | 1er tour (1/32) Rui Machado | Lukáš Dlouhý N. Mahut    | —                           | —                    | —                          | —                            |
| 2013  | 1er tour (1/32) M. Matosevic | M. Barton J. Millman      | 1/8 de finale R. Bautista   | T. Bednarek J. Janowicz  | 1er tour (1/32) R. Bautista | T. C. Huey D. Inglot | 2e tour (1/16) R. Bautista | A.-U.-H. Qureshi J.-J. Rojer |
| 2014  | 1er tour (1/32) R. Bautista  | Y. Bhambri M. Venus       | —                           | —                        | —                           | —                    | —                          | —                            |
| 2015  | —                            | —                         | 2e tour (1/16) P. Carreño   | M. Matkowski N. Zimonjić | 1er tour (1/32) P. Carreño  | A. Peya Bruno Soares | 1er tour (1/32) A. Bedene  | Mate Pavić M. Venus          |

N.B. : le nom du ou de la partenaire se trouve sous le résultat ; le nom des ultimes adversaires se trouve à droite.

## Parcours dans lesMasters 1000
| Année | Indian Wells        | Miami                 | Monte-Carlo         | Rome                | Madrid                   | Canada | Cincinnati | Shanghai          | Paris              |
| ----- | ------------------- | --------------------- | ------------------- | ------------------- | ------------------------ | ------ | ---------- | ----------------- | ------------------ |
| 2009  | —                   | —                     | —                   | 1er tour M. Youzhny | —                        | —      | —          | —                 | —                  |
| 2010  | 1er tour J. Blake   | 2e tour I. Karlović   | 1er tour R. Gasquet | —                   | 1er tour G. García       | —      | —          | 2e tour J. Melzer | —                  |
| 2011  | 1er tour S. Giraldo | 1er tour J. Benneteau | 2e tour G. Monfils  | —                   | 1/8 de finale M. Llodra  | —      | —          | —                 | —                  |
| 2012  | —                   | —                     | —                   | —                   | 2e tour N. Djokovic      | —      | —          | —                 | 1er tour M. Llodra |
| 2013  | 2e tour N. Almagro  | 2e tour T. Berdych    | 1er tour M. Youzhny | —                   | 1/8 de finale P. Andújar | —      | —          | —                 | —                  |
| 2014  | 1er tour S. Giraldo | 2e tour S. Wawrinka   | —                   | —                   | —                        | —      | —          | —                 | —                  |
| 2015  | 2e tour E. Gulbis   | —                     | —                   | —                   | 1er tour N. Kyrgios      | —      | —          | —                 | —                  |
| 2016  | —                   | —                     | 1er tour P. Cuevas  | —                   | —                        | —      | —          | —                 | —                  |

N.B. : sous le résultat se trouve le nom de l’ultime adversaire.

## Victoires sur le top 10
Toutes ses victoires sur des joueurs classés dans le top 10 de l'ATP lors de la rencontre.
| Légende      |
| ------------ |
| Grand Chelem |
| Masters 1000 |
| ATP 500      |
| ATP 250      |
| Coupe Davis  |

| # | D.G-T. | Tournoi   | Année | Surface      | Adversaire        | Rang | Tour | Score          |
| - | ------ | --------- | ----- | ------------ | ----------------- | ---- | ---- | -------------- |
| 1 | no 88  | Stuttgart | 2010  | Terre battue | Nikolay Davydenko | no 6 | 1/8  | 7-67, 2-6, 6-1 |
| 2 | no 61  | Madrid    | 2011  | Terre battue | Jürgen Melzer     | no 8 | 1/16 | 7-68, 6-3      |
| 3 | no 52  | Madrid    | 2013  | Terre battue | Richard Gasquet   | no 9 | 1/16 | 7-5, 3-6, 6-4  |

## Classements ATP en fin de saison
| Année          | 2002 | 2003 | 2004 | 2005 | 2006 | 2007 | 2008 | 2009 | 2010 | 2011 | 2012 | 2013 | 2014 | 2015 | 2016 | 2017 | 2018 | 2019 | 2020 | 2021 |
| Rang en simple | 1066 | 790  | 178  | 193  | 270  | 173  | 95   | 72   | 56   | 107  | 71   | 75   | 112  | 98   | 115  | 365  | 178  | 411  | 441  | 620  |
| Rang en double | 1038 | 1520 | 570  | 479  | 218  | 787  | 249  | 181  | 273  | 72   | 139  | 155  | 446  | 343  | 873  | 1018 | 610  | 1215 | 1280 | 1051 |

Source : (en) Classements de Daniel Gimeno-Traver sur le site officiel de la Fédération internationale de tennis